# Bruno Cremer
Bruno Jean Marie Cremer (Saint-Mandé, 6 de octubre de 1929 - París, 7 de agosto de 2010) fue un actor francés, especialmente conocido por interpretar el papel del comisario Jules Maigret en la televisión francesa entre 1991 y 2005.
Cursó diez años de estudios teatrales en el Conservatorio de París, como otros grandes actores que terminaron la promoción junto a él (Jean Paul Belmondo, Annie Girardot o Jean Rochefort). Inició su carrera cinematográfica de la mano del director Yves Allegret, en 1957, en la película Quand la femme s’en mele. Su éxito llega en 1965 con Sangre en Indochina, de Pierre Schoendoerffer, una visión crítica sobre la guerra de Indochina. En 1977 actúa en Sorcerer (también conocida como El salario del miedo), cinta producida en Hollywood y dirigida por William Friedkin. También, en 1989, recibe un gran éxito junto a Vanessa Paradis en Noce Blanche.
Trabajó con grandes directores como Luchino Visconti, Costa Gavras, Jean Claude Brisseau o Vicente Aranda. En total participó en más de noventa películas a lo largo de su vida.